# Centrum voor Schone Technologie en Milieubeleid
Het Centrum voor Schone Technologie en Milieubeleid (afgekort CSTM) is een in 1988 opgericht instituut aan de Universiteit Twente met als doel onderzoek te doen en onderwijs te verlenen op het gebied van milieubeleid en andere beleisterreinen die relevant zijn voor duurzame ontwikkeling. 